# Terri Tatchell
Terri Tatchell (Toronto, 1º gennaio 1978) è una sceneggiatrice canadese.
È principalmente nota come co-sceneggiatrice del film District 9, per cui ha ottenuto una candidatura all'Oscar alla migliore sceneggiatura non originale.

## Biografia
Nata a Toronto, Tatchell cresce a Vancouver, dove la sua famiglia si trasferisce quando lei ha due anni. Terminati gli studi, sceglie una carriera legale e diventa assistente legale presso la Rainmaker Digital Effects. L'anno seguente, decide di abbandonare la sua carriera come avvocatessa e di dedicarsi alla scrittura.
Diplomatasi nel 2001 al programma di scrittura per il cinema e la televisione della Vancouver Film School, torna alla Rainmaker come script doctor e addetta alle pubbliche relazioni, incontrando per la prima volta il suo futuro marito e collaboratore Neill Blomkamp.

## Carriera
Inizia la sua carriera nel 2006, scrivendo il cortometraggio d'azione Yellow, diretto da Neill Blomkamp.
Tra il 2007 e il 2008 la Tatchell scrive, assieme a Blomkamp, la sceneggiatura del film di fantascienza District 9, distribuito nel 2009. Il suo lavoro in District 9 viene premiato da numerose candidature a svariati premi, tra cui l'Oscar, i Saturn Awards, i BAFTA, i Golden Globe e i Satellite Awards. Nel 2009 vince il prestigioso premio Bradbury alla Science Fiction and Fantasy Writers of America per la sceneggiatura di District 9.
Scrive assieme a Blomkamp anche la sceneggiatura di Humandroid, distribuito nel 2015.

## Vita privata
Tatchell è sposata con il regista e sceneggiatore sudafricano Neill Blomkamp, con cui ha collaborato diverse volte.
I due risiedono a Vancouver con la loro figlia, Cassidy.

## Filmografia
- Yellow, regia di Neill Blomkamp - cortometraggio (2006)
- District 9, regia di Neill Blomkamp (2009)
- Humandroid (Chappie), regia di Neill Blomkamp (2015)
- Zygote, regia di Neill Blomkamp - cortometraggio (2017)

## Premi e riconoscimenti
- 2009 - Candidata al Satellite Award per la miglior sceneggiatura non originale per District 9
- 2010 - Candidata al Golden Globe per la migliore sceneggiatura per District 9
- 2010 - Candidata all'Oscar alla migliore sceneggiatura non originale per District 9
- 2010 - Candidata al BAFTA alla migliore sceneggiatura non originale per District 9
- 2010 - Candidata al Saturn Award per la miglior sceneggiatura per District 9
- 2010 - Candidata al Premio Hugo per la miglior rappresentazione drammatica, forma lunga per District 9